# Le Teil
Le Teil ist eine Gemeinde mit 8812 Einwohnern (Stand 1. Januar 2022) in Südfrankreich im Département Ardèche in der Region Auvergne-Rhône-Alpes. Ihre Bewohner werden Teillois und Teilloises genannt.

## Geografie
Le Teil liegt am rechten Ufer der Rhone, im Bas Vivarais östlich des Plateau du Coiron. Die nächstgelegene größere Stadt ist Montélimar in fünf Kilometern Entfernung Richtung Osten.

## Geschichte

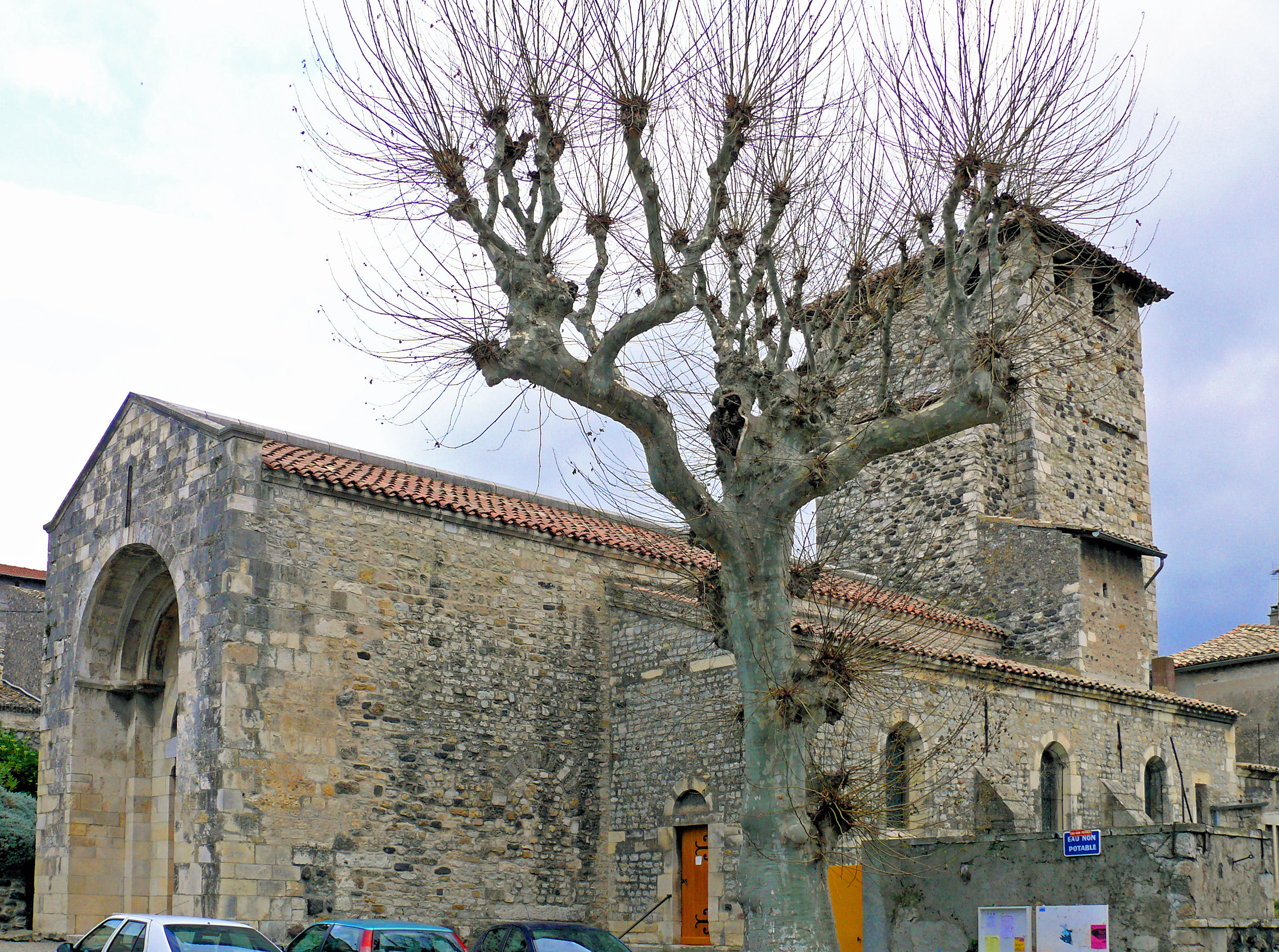
Kirche Saint-Etienne de Mélas

Le Teil entwickelte sich als Ortschaft rund um ein im 13. Jahrhundert erbautes Schloss, das im Jahr 1634 auf Veranlassung von Kardinal Richelieu zerstört wurde. Durch seinen Hafen an der Rhone war der Ort ein wichtiger Umschlagplatz für Handelswaren. Eine erste Brücke über den Fluss wurde im 19. Jahrhundert errichtet, die jetzige Brücke ist die vierte und stammt aus dem Jahr 1945.
Am 11. November 2019 wurde Le Teil von einem Erdbeben heimgesucht. Zahlreiche Häuser – vor allem im hochgelegenen Viertel La Rouvière – stürzten ein, die Kirche Saint-Etienne de Mélas aus dem 9.–12. Jahrhundert und weitere Gebäude wurden beschädigt.

## Bevölkerungsentwicklung
| Jahr                       | 1962 | 1968 | 1975 | 1982 | 1990 | 1999 | 2006 | 2008 | 2016 |
| -------------------------- | ---- | ---- | ---- | ---- | ---- | ---- | ---- | ---- | ---- |
| Einwohner                  | 8236 | 8588 | 8143 | 8089 | 7779 | 7999 | 7953 | 7929 | 8557 |
| Quellen: Cassini und INSEE |      |      |      |      |      |      |      |      |      |

## Städtepartnerschaften
Le Teil hat Partnerschaften geschlossen mit Raunheim in Hessen und der italienischen Gemeinde Trofarello im Piemont.